# Pierre Martin Ngô Đình Thục

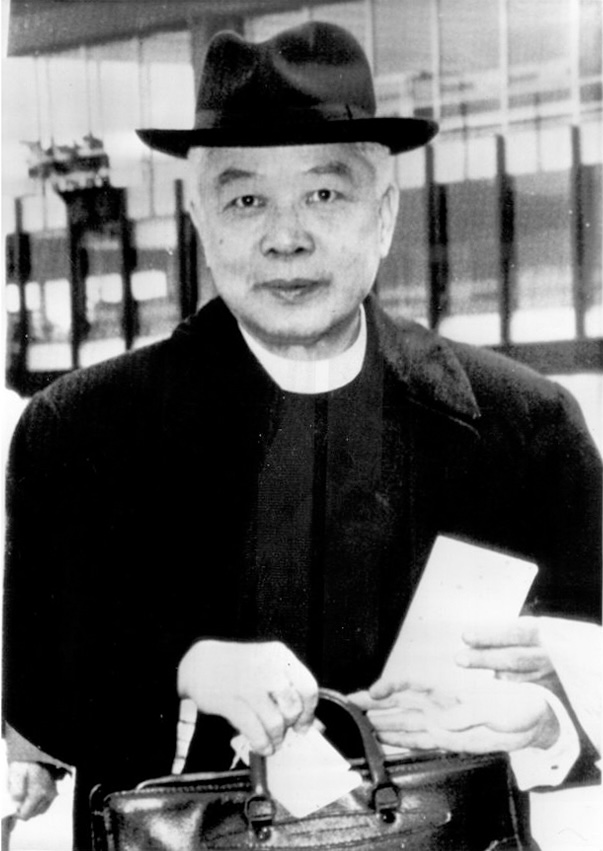
Pierre Martin Ngô Đình Thục

Pierre Martin Ngô Đình Thục (* 6. Oktober 1897 in Phu-Cam, Kaiserreich Vietnam; † 13. Dezember 1984 in Carthage, Missouri, USA) war der erste römisch-katholische Erzbischof des 1960 neugeschaffenen Erzbistums Huế in Vietnam sowie einer der bekanntesten Vertreter des Sedisvakantismus.
Sein Name kombiniert westliche Namenstradition (Pierre Martin als Vornamen vor dem Familiennamen Ngô) mit der vietnamesischen (Đình Thục als persönliche Namen nach dem Familiennamen).
Sein jüngerer Brüder war Ngô Đình Diệm, Präsident von Südvietnam (* 3. Januar 1901; † 2. November 1963).

## Leben

### Ausbildung und Tätigkeit in Vietnam
Im Alter von 12 Jahren trat Thục in das Vorbereitungsseminar von An Ninh ein, in dem er acht Jahre verbrachte. Danach studierte er Philosophie und Theologie am Seminar von Huế und wurde am 20. Dezember 1925 zum Priester geweiht. Nach einem kurzen Lehraufenthalt in Paris studierte Thục bis 1927 an der Päpstlichen Universität Gregoriana in Rom, wo er Doktorate in Philosophie, Theologie und Kirchenrecht erwarb.
Am 8. Januar 1938 wurde er zum Apostolischen Vikar von Vĩnh Long und Titularbischof von Saesina ernannt und am 4. Mai vom Apostolischen Delegaten für Indochina, Antonio Drapier OP, als Hauptkonsekrator zum Bischof geweiht. Mitkonsekratoren waren der Apostolische Vikar von Saigon, Isidore Marie Joseph Dumortier, sowie der Apostolische Vikar von Bui Chu, Domingo Ho Ngoc Cân.
Am 15. März 1938 erteilte ihm Papst Pius XI. „außerordentliche Vollmacht“ mit folgendem Dokument:

„Plenitudine potestatis Sanctæ Sedis Apostolicæ deputamus in Nostrum Legatum Petrum Martinum Ngô-Dinh-Thuc Episcopum titularem Sæsinensem ad fines Nobis notos, cum omnibus necessariis facultatibus.“

„In der Vollgewalt des Heiligen Apostolischen Stuhles erteilen wir Unserem Legaten Petrus Martinus Ngô-Dinh-Thuc Titularbischof von Sæsina für die Uns bekannten Zwecke alle notwendigen Befugnisse.“

Hierdurch wurde Thục insbesondere ermächtigt, notfalls Bischöfe ohne vorherige Konsultation des Heiligen Stuhles zu ernennen und zu weihen. Diese außerordentliche Vollmacht wurde von den Nachfolgern Pius’ XI. nie widerrufen.
Papst Johannes XXIII. erhob am 24. November 1960 das bisherige Apostolische Vikariat Huế zum Erzbistum und ernannte Thục zum ersten Erzbischof. Im Verlauf der dritten Sitzungsperiode des 2. Vatikanischen Konzils wurde am 30. September 1964 der von ihm 1961 geweihte Bischof von Cần Thơ, Philippe Nguyễn Kim Diên zum Titularerzbischof von Parium ernannt und ihm als Koadjutor beigegeben.

### Der Weg zum Sedisvakantismus
Da er mit den Änderungen des Zweiten Vatikanischen Konzils nicht einverstanden war, verzichtete Thục am 17. Februar 1968 auf das Amt des Erzbischofs von Huế. Durch den Vietnamkrieg war eine Rückkehr in seine Heimat ausgeschlossen. Papst Paul VI. ernannte Erzbischof Thục am Tag seines Amtsverzichts zum Titularerzbischof von Bulla Regia.
Thục lebte während der folgenden Jahre in einfachen Verhältnissen, zunächst in Italien, dann Frankreich. Dort kam er durch Vermittlung des Priesters Maurice Revaz mit der Palmarisch-katholischen Kirche um Clemente Domínguez y Gómez in Kontakt. Revaz war bis zu seiner Entscheidung für die Gruppe um Domínguez y Gómez als Professor für Kirchenrecht im Seminar der Priesterbruderschaft St. Pius X. von Erzbischof Marcel Lefebvre in Ecône tätig. Diese Tätigkeit musste er wegen seiner Unterstützung der Palmarianer aufgeben.
Am 11. Januar 1976 konsekrierte Thục den Laien Clemente Domínguez y Gómez und vier seiner Anhänger (zwei ältere Diözesanpriester, einen Benediktiner und einen Laien) ohne päpstlichen Auftrag zu Bischöfen, womit er sich die Exkommunikation als Tatstrafe zuzog. Spätestens nachdem die Gruppe um Domínguez y Gómez 1978 diesen zum „Papst“ ausgerufen hatte, brach Erzbischof Thục alle Kontakte zu ihr ab und erklärte öffentlich, dass es sich bei den „Visionen“ von Clemente Domínguez y Gómez um falsche Erscheinungen handle. Kurzfristig schien es zu einer Annäherung mit dem Heiligen Stuhl zu kommen, denn 1977 hatte Papst Paul VI. die Exkommunikation von Thục aufgehoben und ihn von kirchlichen Strafen absolviert. Doch scheiterte dieser Versöhnungsversuch letztlich an den offensichtlich unüberbrückbaren Differenzen.
Thục zog nach Toulon, wo er in der Kathedrale als Beichtvater wirkte. Später vollzog er dort weitere unerlaubte Bischofsweihen:
- Jean Laborie (1919–1996), Bischof der „Eglise catholique latine“, am 8. Februar 1977 (Rekonsekration sub conditione)
- Jean-Marie Roger Kozik am 19. Oktober 1978 (Rekonsekration sub conditione)
- Michel Guérard des Lauriers OP am 7. Mai 1981
- Moisés Carmona und Adolfo Zamora am 17. Oktober 1981
- Luigi Boni und Jean-Gérard Roux am 18. April 1982 (ob diese Weihen tatsächlich stattgefunden haben, ist sehr fraglich. Im Linzer Diözesanblatt vom 1. September 1994 wird vor Roux vielmehr wie folgt gewarnt: „Ein gewisser Jean Gerard Roux präsentiert sich bei katholischen Institutionen und einzelnen Gläubigen als gültig geweihter Bischof. Durch Photomontage hat er Dokumente der Apostolischen Pönitentiarie fingiert, die seinen legitimen kanonischen Status ausweisen sollen. Auf diese Weise hat er bereits mancherods Finanzhilfe bekommen, oder auch negativen Einfluss auf die Gläubigen nehmen können.“[2])
- Christian Marie Datessen am 25. September 1982 (Rekonsekration sub conditione)

Einige weitere Bischofskonsekrationen werden zwar behauptet, haben jedoch mit großer Wahrscheinlichkeit nicht stattgefunden.

### Das Sedisvakantismus-Dekret
Am Tag der Weihe von Datessen veröffentlichte Ngô in München, wo ihn deutsche Sedisvakantisten um Reinhard Lauth betreuten, eine Erklärung, in der er die Sedisvakanz des Heiligen Stuhles behauptete und Johannes Paul II. als illegitimen Papst bezeichnete.
Auf Einladung des Sedisvakantisten-Bischofs Louis Vezelis reiste Thục Ende 1982 in die Vereinigten Staaten, wo er am 13. Dezember 1984 unter ungeklärten Umständen im Alter von 87 Jahren verstarb. Vom Heiligen Stuhl wurde in einer Pressemitteilung zu seinem Tod erklärt, dass Erzbischof Thục am Ende seines Lebens seiner sedisvakantistischen Position abgeschworen habe.

## Zur Gültigkeit der Bischofsweihen
Auf ausdrücklichen Auftrag von Papst Paul VI. veröffentlichte die Glaubenskongregation unter Präfekt Franjo Kardinal Šeper per 17. September 1976 ein Dekret betreffend einige unrechtmäßig vorgenommene Priester- und Bischofsweihen. In diesem Dekret wurden die entsprechenden Sanktionen gemäß CIC 1917, unter anderem die dem Apostolischen Stuhl vorbehaltene Exkommunikation, festgestellt. Des Weiteren besagt das Dokument, dass die katholische Kirche die Gültigkeit der Weihen nicht anerkennt und die involvierten Personen als dem Stand zugehörig betrachtet werden, den sie jeweils vor dem Ereignis angehörten.
Vom Heiligen Stuhl wurde Thục latae sententiae exkommuniziert, was schuldhafte Begehung der Tat voraussetzt, die zur Exkommunikation führt. Zusätzlich wurden andererseits in  Stellungnahmen die Bischofsweihen nicht nur als unerlaubt, sondern als möglicherweise ungültig bezeichnet, da Erzbischof Thục als Konsekrator non compos mentis (also: nicht im Besitz seiner geistigen Kräfte) gewesen sei und daher mangels Zurechnungsfähigkeit das Sakrament nicht gültig habe spenden können.
Auch in den sedisvakantistischen Kreisen ist die Gültigkeit der von Thục gespendeten Weihen umstritten. Während etliche sedisvakantistische oder sedisprivationistische Einrichtungen von Bischöfen geführt werden, die ihre Apostolische Sukzession auf eine der Thục-Weihen zurückführen, lehnt etwa die Priesterbruderschaft St. Pius V. die Gültigkeit dieser Weihen ab.